# Saint-Pierre-de-la-Fage
Saint-Pierre-de-la-Fage (okzitanisch: Sant Pèire de la Faja) ist ein Ort und eine südfranzösische Gemeinde mit 123 Einwohnern (Stand: 1. Januar 2022) im Département Hérault in der Region Okzitanien (vor 2016: Languedoc-Roussillon). Die Gemeinde gehört zum Arrondissement Lodève und zum Kanton Lodève. Die Einwohner werden Saint-Pierrais genannt.

## Lage
Saint-Pierre-de-la-Fage liegt etwa 50 Kilometer westnordwestlich von Montpellier. Umgeben wird Saint-Pierre-de-la-Fage von den Nachbargemeinden Saint-Michel im Norden, La Vacquerie-et-Saint-Martin-de-Castries im Osten, Saint-Privat im Süden sowie Saint-Étienne-de-Gourgas im Westen.

## Bevölkerungsentwicklung
| Jahr                      | 1962 | 1968 | 1975 | 1982 | 1990 | 1999 | 2006 | 2013 |
| Einwohner                 | 58   | 57   | 49   | 56   | 76   | 87   | 114  | 107  |
| Quelle: Cassini und INSEE |      |      |      |      |      |      |      |      |

## Sehenswürdigkeiten
- Kapelle von Parlatges
- Windmühle